# میشل سونی
میشل سونی (به فرانسوی: Michel Sogny) (زادهٔ ۲۱ نوامبر ۱۹۴۷) نوازندهٔ پیانو، آهنگساز و نویسندهٔ اهل فرانسه است که تبار مجارستانی دارد. او روش جدیدی برای آموزش پیانو ایجاد کرده‌است. روش مذکور برای هنرجویان در هر سنی این فرصت را فراهم می‌آورد که بر ساز تسلط پیدا کنند، در حالی که به‌طور کلی یادگیری پیانو پس از سن کودکی غیرممکن تلقی می‌شود.

## زندگی‌نامه
میشل سونی در «مدرسهٔ موسیقی عادی پاریس» تحصیل کرده و در آنجا زیر نظر ژول جنتیل و ایون دسپور پیانو آموخته‌است. او دارای مدرک کارشناسی ادبیات، کارشناسی ارشد روان‌شناسی و از سال ۱۹۷۴ دکترای فلسفه از دانشگاه سوربن زیر نظر ولادیمیر ژانکلویچ است. میشل سونی مؤسس بنیاد استعدادهای SOS است.
میشل سونی به اتفاق والری ژیسکار دستن و بلندن اولیویه ده پروکس، نوهٔ فرانتس لیست، انجمن فرانسه فرانس لیست را بنیانگذازی کرده‌اند.

## روش آموزش پیانو میشل سونی
روش آموزش سونی در مدارسی تدریس می‌شود که او در پاریس و ژنو تأسیس کرده بود. از سال ۱۹۷۴ بیش از ۲۰٫۰۰۰ هنرجو با استفاده از روش سونی بر پیانو تسلط یافته‌اند.
این روش از دو جزء اصلی تشکیل می‌شود، نخست: کار آموزشی - Prolégomènes که تمرینات کوچکی دارد. Polégomènes درک سمفونی و صدای موسیقی را توسعه می‌دهد و دومی شامل مجموعه‌ای از اتودها است که بر توسعه مهارت‌های فنی، مانند: حرکت دست و وضعیت بدن تمرکز دارد.
یکی از شاگردان سونی که تمرین پیانو را در بزرگسالی آغاز کرده بود، استاد زبان فرانسوی میشل پاریس بود. وی در سن ۳۰ سالگی پس از گذراندن دوره چهارساله با روش آموزش سونی، تحت حمایت وزارت فرهنگ یک کنسرت انفرادی در تئاتر شانزلیزه برگزار کرده بود.
، کلودین ژواکو یکی دیگر از شاگردان موفق میشل سون بوده که در سال‌های ۱۹۸۳ و ۱۹۸۴ م. کنسرت انفرادی در تئاتر شانزلیزه برگزار کرده بود.
در سال ۱۹۸۱ سنای فرانسه رسماً از وزیر فرهنگ، ژاک لانژ، درخواست کرده بود تا موضوع اجرای روش میشل سونی در سراسر فرانسه مورد بحث و بررسی قرار داده باشد.